# Koprišnica
Koprišnica (makedonsky: Копришница) je opuštěná vesnice v Severní Makedonii. Nachází se v opštině Demir Kapija ve Vardarském regionu.

## Geografie
Koprišnica leží v centrální části opštiny Demir Kapija, sousedí s vesnicí Dren. Vesnice je kopcovitá a leží v nadmořské výšce 600 metrů. Do vesnice je možné se dostat pouze po špatné polní cestě z vesnice Dren.
Vesnice leží v blízkosti pramenu řeky Kolniš. V minulosti zde stála velká vesnická kašna a v celém okolí stálo několik kašen soukromých.
Ve vesnici ještě stále stojí kostel sv. Jiří a několik domů.
Rozloha vesnice činí 28,5 km2.

## Demografie
Obec byla naposledy oficiálně obydlena v roce 1981, kdy se zde k trvalému pobytu hlásil 1 obyvatel.
| Rok          | 1900 | 1948 | 1953 | 1961 | 1971 | 1981 | 1991-dnes |
| ------------ | ---- | ---- | ---- | ---- | ---- | ---- | --------- |
| Obyvatelstvo | 155  | 57   | 32   | 30   | 0    | 1    | 0         |